# District de Xiqing
Le district de Xiqing (西青区 ; pinyin : Xīqīng Qū) est une subdivision de la municipalité de Tianjin en Chine.